# Григор'єв Володимир Олександрович
Володи́мир Олекса́ндрович Григо́р'єв (нар. 23 лютого 1948, Сімферополь, СРСР — пом. 1993, Варшава, Польща) — радянський футболіст, що виступав на позиціях захисника та півзахисника. Відомий насамперед завдяки виступам у складі сімферопольської «Таврії», одеського «Чорноморця», севастопольської «Атлантики» та низки інших клубів. Після завершення активних виступів зайнявся тренерською та функціонерською роботою.

## Життєпис
Володимир Григор'єв народився в Сімферополі, де й почав займатися футболом. Згодом тренувався в Бахчисараї, виступав у складі севастопольської «Чайки». У 19-річному віці, одночасно з відомими футболістами Анатолієм Аляб'євим, Миколою Тимошенком та Юрієм Зубковим, а також одним із кращих бомбардирів владимирського «Трактора» Володимиром Даниловим, перейшов до лав сімферопольської «Таврії», де доволі швидко став одним з основних футболістів. У 1970 році разом з клубом здобув «срібло» 1-ї зони другої групи класу «А» чемпіонату СРСР. У 1973 році був призваний до радянської армії та продовжив виступи у складі «Зірки», яка де-факто була армійським клубом з Одеси, що тимчасово передислокувася до Тирасполя.
У 1974 році перейшов до лав одеського «Чорноморця», у складі якого одразу ж здобув «бронзу» чемпіонату СРСР. Втім, наступний рік у Одесі був менш успішним — Григор'єв лише зрідка з'являвся на полі і вже наступного року повернувся до «Таврії». Завершував кар'єру в складі севастопольської «Атлантики», де провів три сезони.
Закінчив Кримський педагогічний інститут. Після завершення активних виступів тренував дітей у ДЮСШ Сімферополя та Кримському училищі олімпійського резерву, працював начальником команди у сімферопольській «Таврії». Протягом 1988–1989 обіймав аналогічну посаду в керченському «Океані», суміщаючи її з обов'язками головного тренера. На початку 90-х займався бізнесом. У 1993 році приїхав у справах до Варшави, де й був застрелений невідомим стрільцем на залізничному вокзалі.

## Досягнення
Командні трофеї
- Бронзовий призер чемпіонату СРСР (1): 1974
- Срібний призер 1 зони другої групи класу «А» чемпіонату СРСР (1): 1970
- Бронзовий призер чемпіонату УРСР (1): 1972

Індивідуальні відзнаки
- Майстер спорту СРСР